# Leipephilene
Leipephilene (Λειπεφιλήυη) var i grekisk mytologi Iolaus och Megaras dotter. 
Hon var känd för sin gudalika skönhet.
Iolaus anses genom sin dotter vara förfadern till de mytomspunna och historiska kungarna av Korinth.